# Axis of Justice
Axis of Justice es una organización sin fines de lucro de izquierda política, cofundada por Tom Morello, guitarrista de Rage Against the Machine y Audioslave, y Serj Tankian, vocalista de System of a Down. Su propósito es aunar los esfuerzos de músicos, fanes y organizaciones políticas no gubernamentales, para tratar de lograr mejoras en la política social y la lucha contra el racismo.
En el año 2004 editaron un disco en vivo llamado Concert Series Volume 1, que compiló canciones inéditas de diferentes músicos, encabezados principalmente por Serj Tankian y Tom Morello.

## Miembros
- Serj Tankian – Voz, piano
- Tom Morello – guitarra, voz

### Artistas invitados
| - Tim McIlrath – Voz - Flea – Bajo - Brad Wilk – Batería - Pete Yorn – Guitarra, voz - Tim Walker – Guitarra - Maynard James Keenan – Voz - Buckethead – Varios instrumentos - Slash – Guitarra - Jonny Polonsky – Teclado, bajo - Chris Cornell – Voz - Corey Taylor – Voz - Simon Petty – Guitarra - Malcolm Cross – Batería, piano | - Travis Barker – Batería - Maz Jobrani – Comediante - Sid Jordan – Bajo, piano - Joe Mora – Guitarra - Wayne Kramer – Guitarra, voz - John Dolmayan – Batería - Jurassic 5 – Voz - Knowledge - Brian O'Connor – Bajo - Ahmed Ahmed – Comediante - Boots Riley – Voz |